# Úzkorozchodné dráhy na Ostravsku

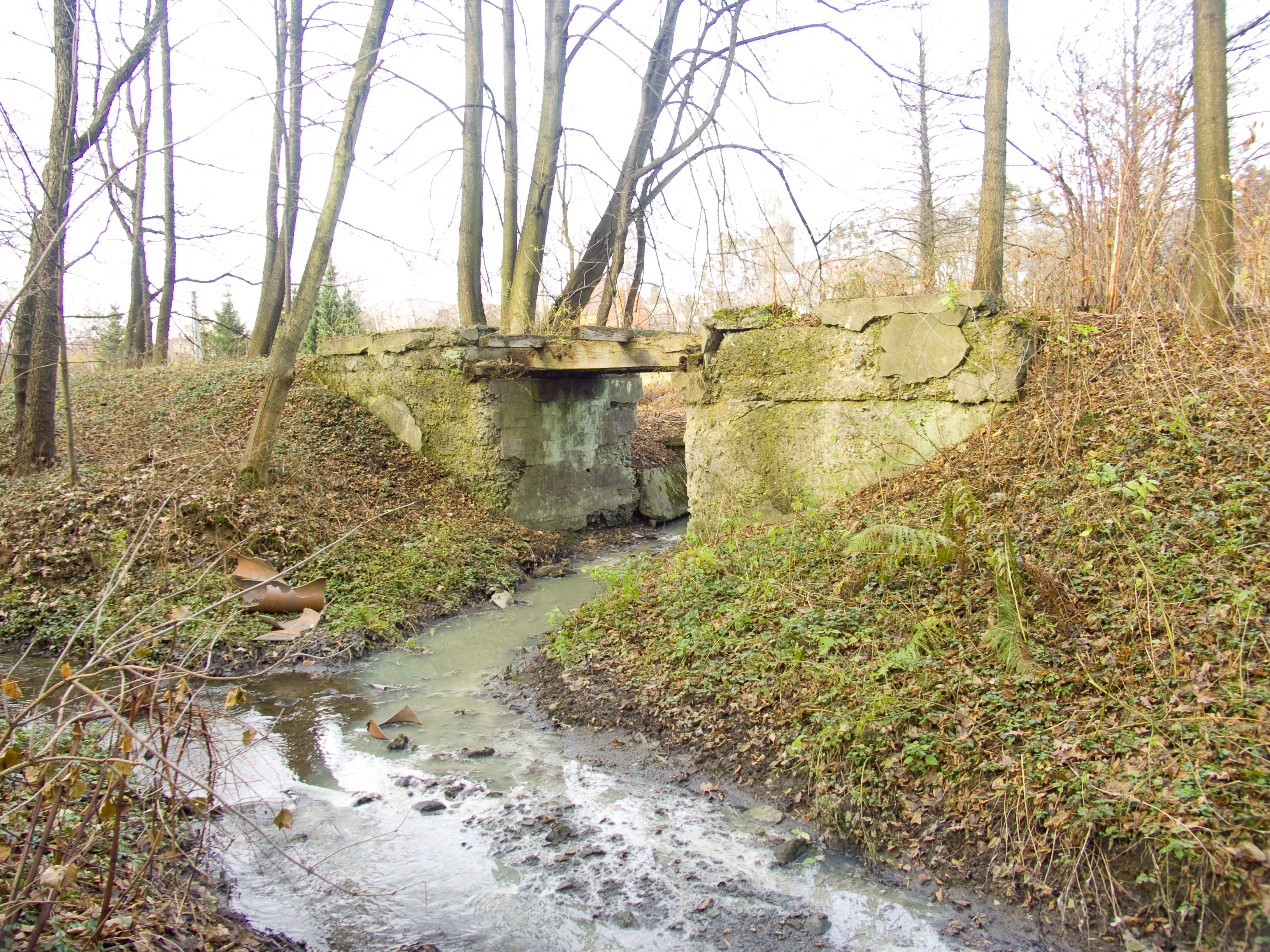
Zbytek drážního můstku v Petřvaldě u fary Husitského sboru

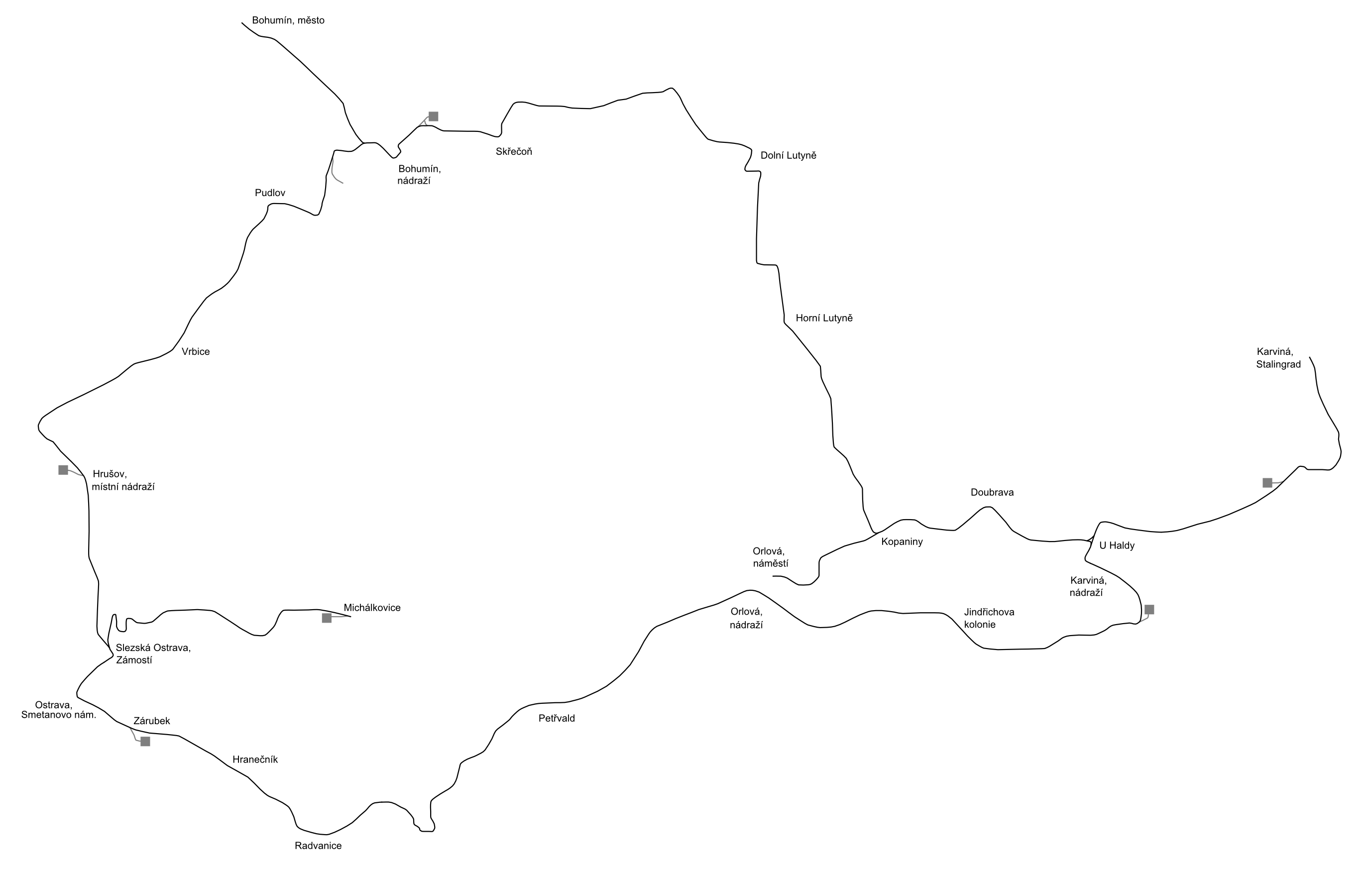
Schéma sítě elektrických drah mezi Ostravou, Karvinou a Bohumínem (stav k 1. červenci 1953)

Úzkorozchodné dráhy na Ostravsku (někdy se zařazují mezi tramvajové systémy) byly v Česku unikátním systémem, který lze přirovnat k příměstským drahám v západní Evropě. Tyto tratě byly určeny pro nákladní i osobní dopravu, měly rozchod kolejí 760 mm a spojovaly několik měst na Ostravsku (Ostravu, Karvinou, Bohumín a další) a mnoho menších obcí rozmístěných mezi těmito městy. Tyto dráhy byly na pomezí tramvajové a železniční dopravy a celá síť dosáhla maximální délky 63 kilometrů.
První dráha vznikla v roce 1902 v Bohumíně, na počátku 20. století následoval prudký rozmach, kdy bylo založeno několik společností, které postavily vlastní úzkorozchodné tratě. Po druhé světové válce byly tyto firmy sloučeny a tak vznikly Dopravní podniky města Ostravy, které provozovaly příměstské dráhy až do roku 1973, kdy byl zrušen poslední úsek.

## Historie

### Bohumín (1902–1973)
První úzkorozchodná trať (rozchod kolejí 760 mm) této sítě vznikla v Bohumíně v roce 1902. Do podzimu 1903 zde byl provoz zajišťován animální trakcí (koňská tramvaj), poté do roku 1916 parní tramvají. V tomto roce se přistoupilo k elektrifikaci jediné tratě, na které následně jezdil motorový vůz zapůjčený od Slezských zemských drah. O dva roky později byl dodán dlouho očekávaný vlastní motorový vůz.
Společnost Městská elektrická dráha Bohumín, Městské vlečné dráhy Bohumín provozovala trať Nový Bohumín, nádraží – Starý Bohumín, náměstí Svobody s několika vlečkami až do roku 1947, kdy provoz převzaly Zemské dráhy (ZD, dříve Slezské zemské dráhy). O dva roky později se bohumínská trať spolu se ZD stala součástí Dopravních podniků města Ostravy. Provoz na trati byl ukončen 1. srpna 1973.

### Dráha Hrušov – Polská Ostrava (1904–1914)
Dráha spojující Hrušov (pozdější část Ostravy) s Polskou Ostravou (nyní městský obvod Slezská Ostrava) se stala základem pro pozdější rozsáhlou síť, kterou provozovaly Slezské zemské dráhy. První úvahy o zřízení této dráhy pocházejí již z roku 1896, kdy se uvažovalo o provozu elektrických tramvají na normálním rozchodu 1435 mm. V roce 1902 byl ale rozchod změněn na úzký (760 mm) a pohon na parní. Na začátku následujícího roku založil městys Polská Ostrava společně s Moravsko-ostravskou elektrářskou akciovou společností společnost Mährisch-Slesische Lokalbahn-Aktien-Gesellschaft (MSLAG, česky Moravskoslezská akciová společnost místní dráhy), která měla dráhu postavit a také na ní udržovat osobní i nákladní provoz. Ještě téhož roku byla zahájena výstavba tratě, osobní doprava na ní byla zahájena 9. ledna 1904.
Jednokolejná trať délky přibližně 4 km (osobní provoz využíval trať pouze v délce 3,1 km) o rozchodu 760 mm byla opatřena výhybnami. Vedla od hrušovské továrny na sodu, která byla hlavním zákazníkem nákladní dopravy na této dráze, podél dnešní ulice Bohumínské až k Sýkorovu mostu (tehdy Říšský most), kde osobní provoz končil. Pro nákladní dopravu trať pokračovala až k dolu Trojice.
Od roku 1908 se MSLAG zabývala prodloužením tratě z Hrušova do Vrbice a později do Pudlova, které se však nerealizovalo. Naopak bylo přistoupeno k elektrizaci tratě Hrušov – Polská Ostrava. Provoz elektrické dráhy byl zahájen 1. listopadu 1911, parní trakce zůstala pouze u nákladní dopravy. Ještě před provedením elektrizace byla trať kolejově napojena na Místní dráhu Ostrava – Karviná, která následně elektrický provoz na dráze do Hrušova zajišťovala.
Následně dráhu Hrušov – Polská Ostrava převzaly do majetku Slezské zemské dráhy (provoz vlaků SZD od 2. července 1914), čímž se uzavřela kapitola samostatného provozu na této dráze.

### Místní dráha Ostrava – Karviná (1909–1949)

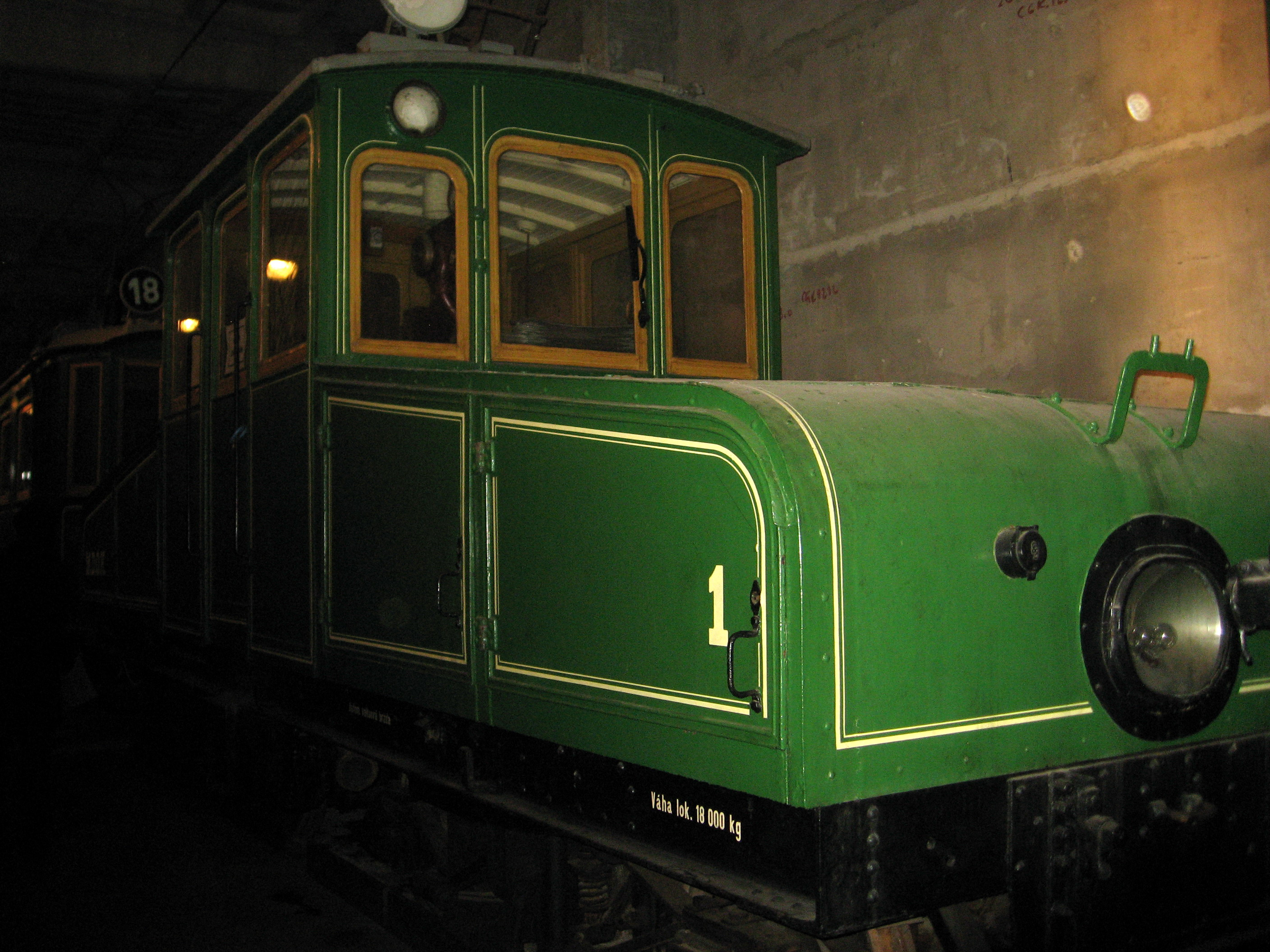
Úzkorozchodná elektrická lokomotiva MDOK z roku 1908 v depozitáři Technického muzea v Brně (TMB)

Podobně jako u dráhy Hrušov – Polská Ostrava se první úvahy o dráze spojující Ostravu a Karvinou datují do samého konce 19. století, přesněji do roku 1897. C. k. ministerstvo železnic udělilo dekretem ze dne 30. října 1897 č. 15.550/L  společnosti Lindheim & Co. ve Vídni povolení k provedení technických přípravných prací. Projekt byl několikrát přepracován, až společnost Ganz navrhla úzkorozchodnou dráhu s parní trakcí, která by vedla v trase Hrušov – Polská Ostrava (dnes Slezská Ostrava) – Radvanice – Orlová – Karviná. Protože se vyjednávání podařila, byla v roce 1903 zahájena stavba dráhy Hrušov – Polská Ostrava.
Městys Polská Ostrava však z dalšího pokračování stavby tratě vzhledem k finanční situaci odstoupil. Zbylo tak pouze město Moravská Ostrava. Přesto probíhaly intenzivní přípravy a v roce 1907 obdrželo město koncesi pro provoz úzkorozchodné dráhy s parním pohonem (pohon byl o rok později změněn na elektrický). Zanedlouho se rozeběhla výstavba tratě podle částečně pozměněného projektu. Jednokolejná trať s výhybnami byla dlouhá přibližně 19,7 km a měla rozchod 760 mm. Začínala na dnešním Smetanově náměstí před ostravským divadlem, vedla dnešní Karvinskou ulicí, překonala po mostě řeku Ostravici a pokračovala téměř v trase dnešní tramvajové tratě do Kunčic na Hranečník. Dále vedla přes Radvanice, Petřvald a Orlovou do stanice Karviná, nádraží. Téměř celá trať vedla po samostatném tělese, po silničních komunikacích byla trasována pouze na kratších úsecích v Ostravě a Karviné. Napojení na dráhu Hrušov – Polská Ostrava zajišťovala přibližně kilometrová odbočka vedoucí pod Slezskoostravským hradem a dále po pravém břehu Ostravice.
Pravidelný provoz na Místní dráze Ostrava – Karviná (MDOK) byl zahájen 6. dubna 1909. Zpočátku jezdily osobní vlaky i na odbočce do Polské Ostravy, zájem cestujících však přednostně směřoval do Moravské Ostravy, proto byl osobní provoz na této spojce ukončen v roce 1914 (nákladní zůstal zachován). Počet cestujících na hlavní trati nebyl zpočátku příliš vysoký, lidé si však na nový dopravní prostředek zvykli, situace se stabilizovala a provozní výkony rostly. Na konci první světové války uvažovala MDOK o stavbě odbočky z Lazů do Horní Suché, k té však nikdy nedošlo. Problémy nastaly po vyhlášení republiky, kdy se vedly mezi Československem a Polskem menší boje o Těšínsko (tzv. Sedmidenní válka). Vlivem hospodářské krize byla ve 30. letech 20. století osobní doprava omezena a komerční nákladní doprava dokonce úplně zastavena. V roce 1938 byla po uzavření Mnichovské dohody na základě ultimáta postoupena Polsku česká část Těšínska a MDOK byla rozdělena na dva samostatné provozní úseky (celá dráha však zůstala v majetku Moravské Ostravy). Po dobytí Polska Německem byl provoz obnoven v celé délce.
Na konci druhé světové války (v roce 1945) byl provoz vzhledem k bojům přerušen. První úsek byl znovu zprovozněn přibližně po týdnu, poslední na konci října téhož roku. 1. července 1949 byla MDOK sloučena s ostatními drahami na Ostravsku do Dopravních podniků města Ostravy.

### Slezské zemské dráhy (1912–1949)

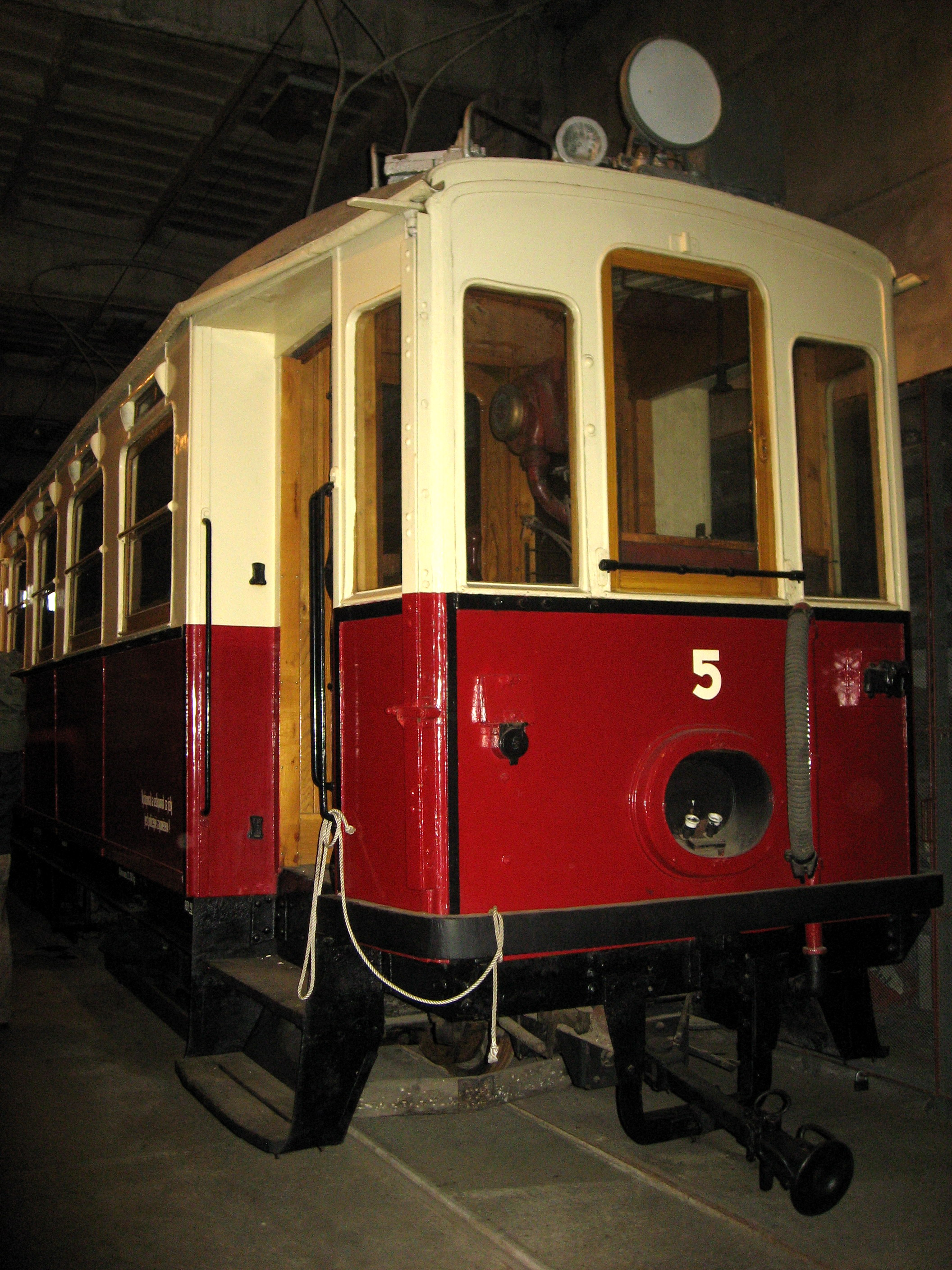
Osobní motorový vůz SZD v depozitáři TMB

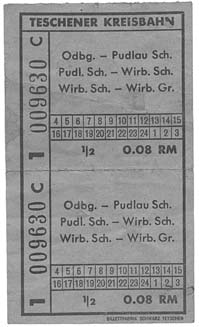
Jízdenka na Teschener Kreisbahn z období druhé světové války

Zatímco se na začátku 20. století ostravská aglomerace bouřlivě rozvíjela, u dopravy mezi obcemi a městy už to tak rychlé nebylo. Železnice se kvůli konfiguraci terénu mnohým obcím spíše vyhýbala, ostatní hromadné dopravní prostředky (kromě tramvají) byly v počátcích svého vývoje. Prvními vlaštovkami se staly dráha mezi Hrušovem a Polskou Ostravou a především Místní dráha Ostrava – Karviná. Proto se země Slezská rozhodla zdolat tento nedostatek sítí vlastních drah. K tomuto účelu založila společnost Slezské zemské dráhy (SZD; název se do roku 1949 několikrát změnil), která měla na těchto tratích provozovat osobní i nákladní dopravu.
Výstavba první tratě byla zahájena v roce 1912 a 2. září téhož roku byl na ní zahájen provoz. Šlo o trať z Polské Ostravy (dnes Slezská Ostrava) do Michálkovic. Další úseky následovaly v těsném závěsu:
- 1912: Karviná, nádraží – Fryštát
- 1913: Karviná, Jáma Jan (odbočka poblíž karvinského nádraží) – Nový Bohumín (k nádraží); Orlová, Kopaniny (odbočka z předchozí tratě) – Orlová, náměstí
- 1914: Nový Bohumín – Hrušov

Se zprovozněním poslední tratě SZD převzaly do svého majetku i dráhu Hrušov – Polská Ostrava, čímž spojily svoji síť drah se samostatnou tratí do Michálkovic. Na konci první světové války byla uskutečněna přeložka u karvinského nádraží a nově postavena krátká trať z Polské Ostravy do stanice Moravská Ostrava, Mostní ulice.
Během války provoz postupně rostl a nezastavily ho ani boje mezi Československem a Polskem o Těšínsko. Úpadek nastal v době hospodářské krize ve 30. letech, kdy pouze velké finanční prostředky od země Moravskoslezské bránily úpadku SZD. Po Mnichovské dohodě a odstoupení Těšínska Polsku, byla síť SZD rozdělena na dvě části – českou (tratě Moravská Ostrava – Michálkovice a Slezská Ostrava – Hrušov, přechod) a polskou (ostatní úseky). Po dobytí Polska Německem byl podnik Śląskie kolejki krajowe (česky Slezské zemské dráhy) přejmenován na Teschener Kreisbahn (česky Těšínská okresní dráha).
Na konci druhé světové války byl provoz na všech tratích přerušen. Některé úseky byly zprovozněny již po několika dnech (na začátku května 1945), poslední až v říjnu roku následujícího. V roce 1947 převzaly SZD (tehdy již Zemské dráhy) tramvajovou dopravu v Bohumíně. Samy se 1. října 1949 staly součástí nově zřízených Dopravních podniků města Ostravy.

### Dopravní podniky města Ostravy (1949–1973)
Všichni provozovatelé hromadné dopravy na Ostravsku byli v roce 1949 (až na jednu výjimku) sloučeni do nově založených Dopravních podniků města Ostravy (DPMO). Jejich součástí se tedy staly Společnost moravských místních drah (provozující normálněrozchodnou tramvajovou dopravu v Ostravě), Místní dráha Ostrava – Karviná (zajišťovala dopravu na stejnojmenné trati) a Zemské dráhy (dříve Slezské zemské dráhy; které provozovaly dopravu na své rozsáhlé síti mezi Ostravou, Bohumínem a Karvinou). V roce 1953 je následoval i poslední samostatný podnik – normálněrozchodná Vítkovická závodní dráha v Ostravě.
První změny v síti úzkorozchodných drah nastaly v roce 1950. Byl zrušen koncový úsek bohumínských tramvají u nádraží, vozy tak jezdily po paralelním úseku vystavěném SZD v roce 1914. Na konci roku 1950 byl ukončen provoz na koncovém úseku v Karviné (tehdy Fryštátě) na náměstí, místo toho byla postavena krátká trať vedoucí k OÚNZ. Ve stejném období došlo ke zlepšení dopravní situace v Ostravě, kdy byl zprovozněn úsek mezi stanicí Moravská Ostrava, Mostní ulice a konečnou stanicí bývalé MDOK u ostravského Městského divadla. Díky tomu mohla být zrušena nevyhovující spojka kolem dolu Trojice. V roce 1953 byla prodloužena trať od karvinského OÚNZ do sídliště Stalingrad, kde byla vybudována jediná smyčka v historii úzkorozchodných drah na Ostravsku. V polovině následujícího roku byl ale zrušen úsek Slezská Ostrava – Michálkovice, který musel ustoupit modernějšímu dopravnímu prostředku – trolejbusu.
Počátek zániku úzkorozchodných drah na Ostravsku nastal na přelomu 50. a 60. let 20. století. V roce 1959 byl zrušen ostravský úsek bývalé MDOK Divadlo – Hranečník kvůli výstavbě druhé koleje normálněrozchodné trati (první kolej byla vybudována o čtyři roky dříve a vedla podél úzkorozchodné tratě). Následující rok byl zrušen i úsek Divadlo – Zámostí (ve Slezské Ostravě) postavený v roce 1950. Úzkorozchodné dráhy tak opustily levý břeh Ostravice. Do roku 1967 postupovalo rušení tratí rychlým tempem. Byl zastaven provoz od karvinského nádraží do Karviné (Fryštátu), v několika etapách byla zkrácena trať ze Slezské Ostravy do Hrušova (od roku 1967 končila vedle trolejbusové smyčky v Hrušově), byly zrušeny úseky od karvinského nádraží do Orlové a Dolní Lutyně. V roce 1967 byl zastaven provoz na trati bývalé MDOK (z Hranečníku k Jindřichově kolonii, kam byla trať zkrácena již o tři roky dříve).
Z celé sítě drah tak zůstalo pouze torzo: zbyl úsek Hrušov – Nový Bohumín – Dolní Lutyně a trať bohumínské tramvaje (od roku 1968 zkrácená ve Starém Bohumíně k nemocnici). Jako první zanikl úsek z Bohumína do Dolní Lutyně, na kterém byla doprava zastavena v roce 1971 z důvodu havarijního stavu provizorního mostu přes železnici. V roce 1973 nastaly poslední dny unikátní sítě ostravských úzkorozchodných drah. Nejprve byla počátkem srpna zrušena trať bohumínské tramvaje, 1. října ho následoval i poslední úsek mezi Hrušovem a Novým Bohumínem.

## Vozový park a vozovny

### Dráha Hrušov – Polská Ostrava
Společnost MLAG provozovala na své dráze dva parní motorové vozy (výrobce skříně a podvozků Ringhoffer, výrobce parního pohonu Ganz) a čtyři vlečné vozy – dva uzavřené od firmy Roesmann & Kühnemann a dva otevřené z vagónky ve Studénce. Pro nákladní dopravu se používaly dvě parní lokomotivy a různé typy nákladních vozů. Po elektrifikaci tratě zajišťovaly osobní provoz vozy vypůjčené od MDOK.
Dráha si zřídila vozovnu na konečné stanici Vodní stanice Hrušov. Dřevěná budova byla dvoukolejná.

### Místní dráha Ostrava – Karviná

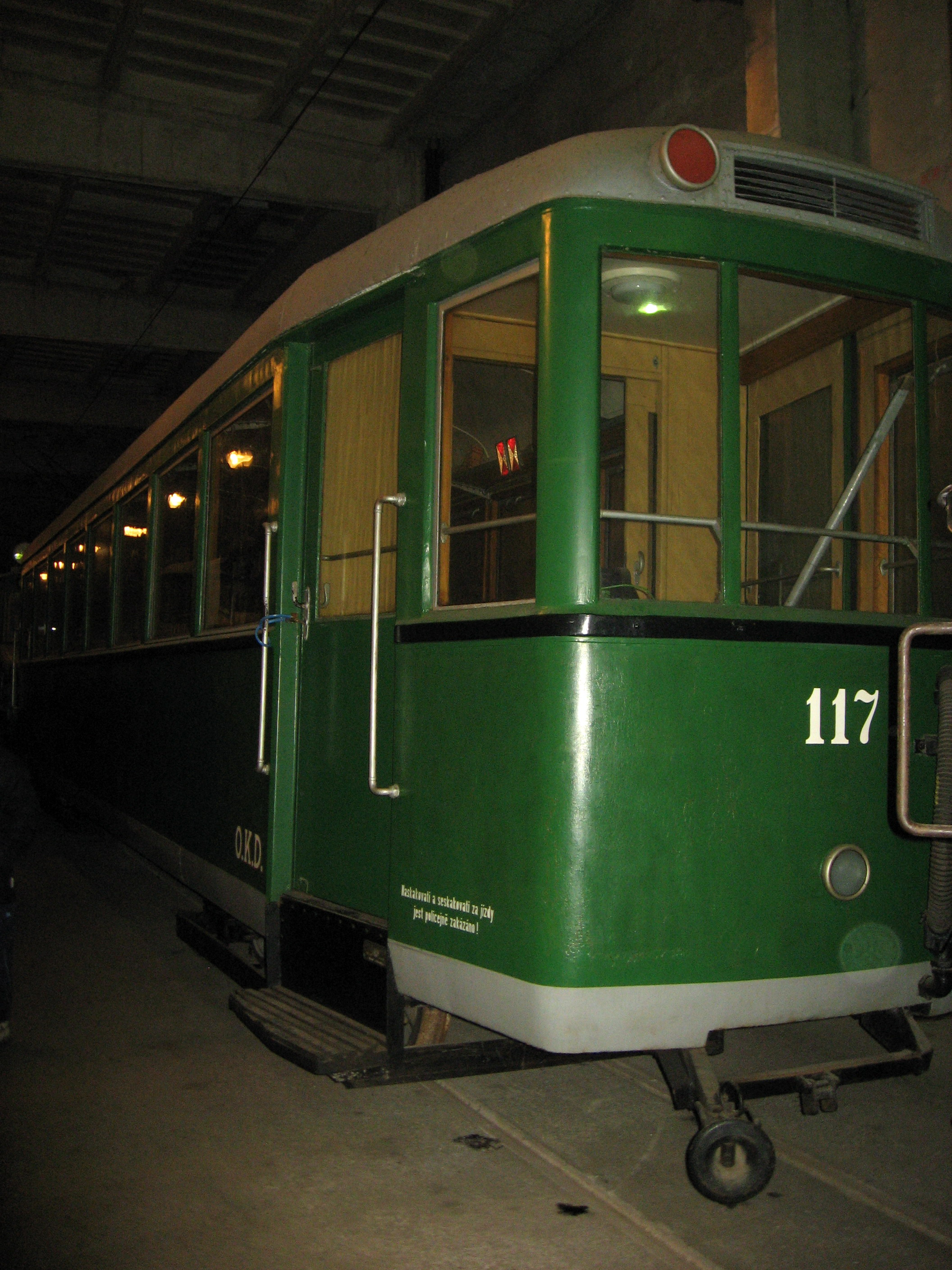
Vlečný vůz MDOK v depozitáři TMB

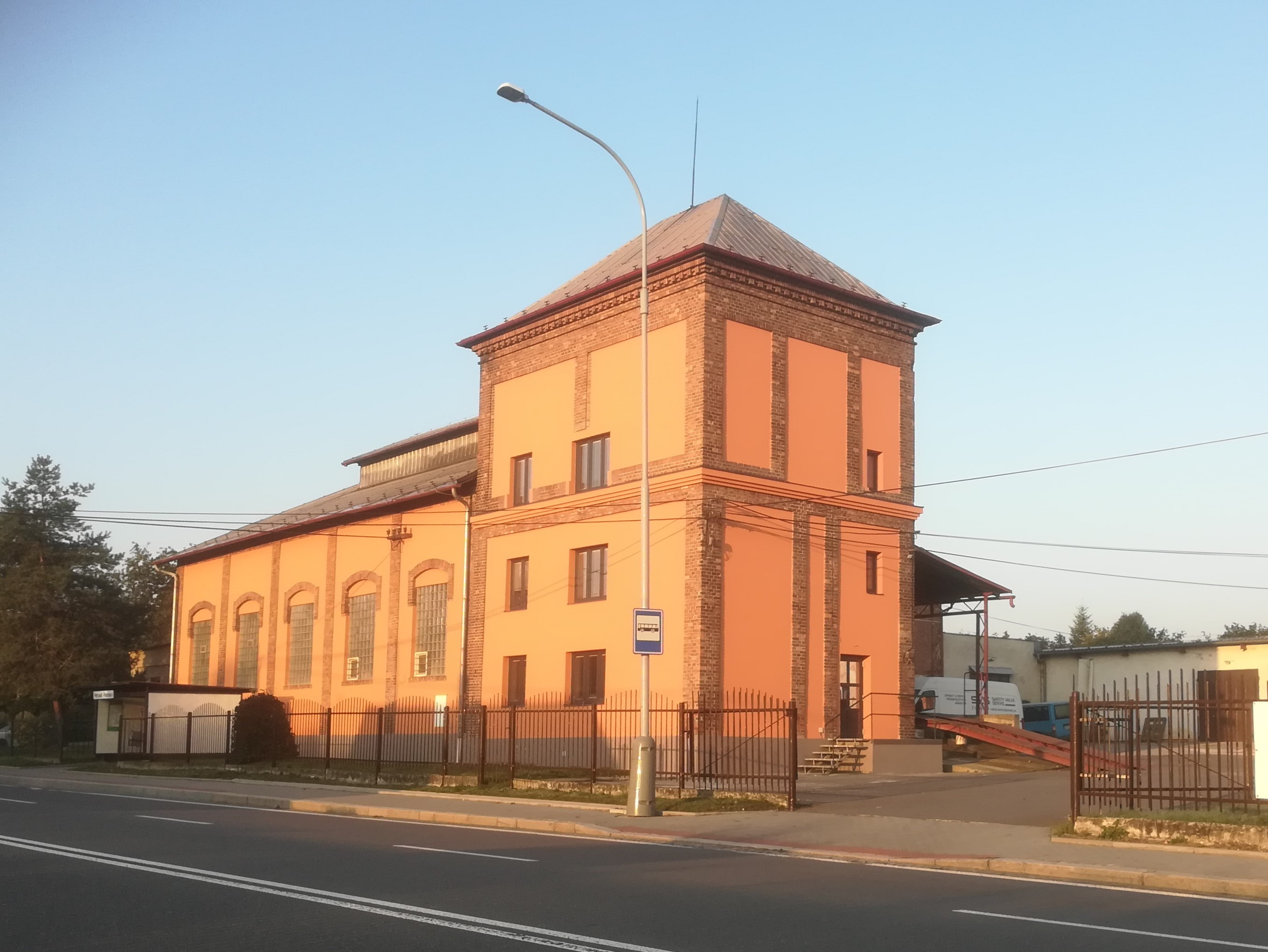
Centrála v Petřvaldě po provedení omítek na původní režné zdivo

Pro osobní dopravu se používalo postupně celkem 10 motorových vozů vyrobených ve vozovce Kopřivnice a 20 vlečných vozů (12 z Kopřivnice a 8 od společnosti Ringhoffer – Tatra). V nákladní dopravě byla v provozu jedna elektrická lokomotiva vyrobená ve Štýrském Hradci a různé typy nákladních vozů.
Dráha používala areál na Zárubku (v katastru Slezské Ostravy), kde se nacházela vozovna a dílny. Pro odstavování vozů sloužila i jednoduchá dřevěná vozovna ve stanici Karviná, pivovar.

### Slezské zemské dráhy
SZD provozovaly na svých tratích celkem 18 motorových vozů (vozovka Kopřivnice) a obdobný počet vlečných vozů od stejného výrobce. Po převzetí dráhy Hrušov – Polská Ostrava nebyly otevřené vlečné vozy této tratě používány, uzavřené vozy dojezdily na počátku 20. let po dodávce nových vlečných vozů. V letech 1947 až 1949 byly ve SZD v provozu rovněž dva motorové vozy a jeden vlečný vůz bohumínských tramvají.
SZD využívaly celkem čtyři vozovny. Nejstarší (a nejmenší) byla v Michálkovicích. Další byla umístěna ve Fryštátě (dnes Karviná) a největší se nacházela v Bohumíně. Od roku 1914 byla rovněž využívána vozovna Hrušov místní nádraží (původně Vodní stanice Hrušov) dráhy Hrušov – Polská Ostrava. Vozovna bohumínských tramvají byla po jejich převzetí SZD zrušena.

### Dopravní podniky města Ostravy
Po vytvoření Dopravních podniků města Ostravy byly až do zániku úzkorozchodných drah používány vozy původních dopravců. Nově bylo dodáno osm motorových vozů (výrobce mechanické části: vagónka Česká Lípa; výrobce elektrické výzbroje: ČKD Praha) a čtyři vlečné vozy (vagónka Česká Lípa).
Byly rovněž využívány vozovny původních dopravců. Jako náhradu za nevyhovující vozovnu na Zárubku byla postavena nová vozovna s dílnami na Hranečníku. Od počátku provozu v roce 1953 v ní byly umístěny i normálněrozchodné tramvaje pro trať Hranečník – Kunčice, která neměla kolejové spojení se sítí ostravských tramvají. Postupně však tyto vozy vytlačily vozy úzkorozchodné. Dílenské zázemí bylo zrušeno již v roce 1957, poslední vozy úzkorozchodných drah zde byly umístěné o 10 let později.

## Zachované vozy
Do dnešních dnů se zachovalo větší množství tramvajových vozů, které byly používány na úzkorozchodných tratích na Ostravsku. Vozidla, která se nacházejí v Technickém muzeu v Brně, jsou zrenovovaná.
| Provozovatel | Typ vozidla                    | Evidenční číslo | Rok výroby | Výrobce (mechanická/elektrická část) | Současné umístění                                                                                           |
| ------------ | ------------------------------ | --------------- | ---------- | ------------------------------------ | --- |
| DPO          | motorový vůz                   | 31              | 1954       | Česká Lípa/ČKD                       | TMB |
| MDOK         | motorový vůz                   | 7               | 1920       | Kopřivnice/Siemens-Schuckert         | TMB |
| MDOK         | elektrická lokomotiva          | 1               | 1908       | Graz/Siemens-Schuckert               | TMB |
| MDOK         | vlečný vůz                     | 117             | 1948       | Studénka                             | TMB |
| MDOK         | nákladní vůz                   | 305             | 1910       | Kopřivnice                           | Depozitář historických vozidel Ostrava-Martinov (vrak)                                                      |
| MEDB         | motorový vůz                   | 2               | 1921       | Kopřivnice/Siemens-Schuckert         | SPM Nitra (jako vlečný)                                                                                     |
| SZD          | motorový vůz                   | 5               | 1912       | Kopřivnice/Siemens-Schuckert         | TMB |
| SZD          | vlečný vůz                     | 101             | 1912       | Kopřivnice                           | HLÚŽ Vychylovka, od roku 1991 nová skříň (částečná replika)                                                 |
| SZD          | vlečný vůz                     | 102             | 1912       | Kopřivnice                           | přestavěn na vůz o rozchodu 1435 mm (č. 222), nyní pouze skříň na soukromém pozemku v Ostravě-Janové (vrak) |
| SZD          | vlečný vůz                     | 105             | 1912       | Kopřivnice                           | Vígľaš (pomník)                                                                                             |
| SZD          | vlečný vůz                     | 110             | 1913       | Kopřivnice                           | HLÚŽ Vychylovka, bez skříně (vrak)                                                                          |
| SZD          | vlečný vůz                     | 112             | 1912       | Kopřivnice                           | TMB |
| SZD          | trolejová věž                  | 452             | 1912       | strojírny Graz                       | TMB |
| SZD          | první podvozek motorového vozu | 414             | 1914       | Kopřivnice                           | TMB |
| SZD          | druhý podvozek motorového vozu | 414             | 1914       | Kopřivnice                           | Depozitář historických vozidel Ostrava-Martinov                                                             |
| ZD           | sněhový šípový pluh            | 502             | 1948       | Zemské dráhy v Bohumíně              | Depozitář historických vozidel Ostrava-Martinov                                                             |

Vysvětlivky:
- TMB = depozitář Technického muzea v Brně-Líšni
- SPM Nitra = Slovenské poľnohospodárske múzeum v Nitře